# نيكولا دوكيتش
نيكولا دوكيتش هو لاعب كرة قدم صربي في مركز حراسة المرمى، ولد في 31 مايو 1992. لعب مع نادي تشوكاريتشكي.

## وصلات خارجية
- نيكولا دوكيتش على موقع قاعدة بيانات كرة القدم.إي يو (الإنجليزية)
- نيكولا دوكيتش على موقع Soccerway.com (الإنجليزية)
- نيكولا دوكيتش على موقع عالم كرة القدم.نت (الإنجليزية)